# Snežana S. Baščarević
Snežana S. Baščarević (Sarajevo, 28. novembar 1977) srpski je istoričar književnosti, književni kritičar, esejista, pesnik i profesor Univerziteta u Prištini sa privremenim sedištem u Kosovskoj Mitrovici.

## Biografija
Osnovnu školu završila je u Sarajevu 1992. godine. Gimnaziju je učila u Beogradu, Zaječaru, Leskovcu i Kosovskoj Mitrovici od 1992. do 1996. godine. Studirala je na Filološkom fakultetu u Prištini, na Odseku za književnost i srpski jezik, od 1996. do 2000. godine. Postdiplomske studije, na Odseku za nauku o književnosti, upisala je 2000. godine na Filozofskom fakultetu (Odsek za filologiju) u Prištini (Kosovskoj Mitrovici), gde je i magistrirala 2003. godine (tema: Legende i simboli u Andrićevim romanima). Doktorsku disertaciju pod naslovom Eksplicitna i implicitna poetika Isidore Sekulić odbranila je na Filozofskom fakultetu (Odsek za filologiju) u Prištini (Kosovskoj Mitrovici) 2006. godine.
Zaposlena je na Učiteljskom fakultetu u Prizrenu, sa privremenim sedištem u Leposaviću. U zvanju asistenta-pripravnika za predmet Srpski jezik radila je od 2001. do 2004. godine. Na istom Fakultetu od 2004. do 2008. godine radila je kao asistent magistar za predmete Književnost i Srpski jezik, zatim od 2008. do 2012. godine kao docent za predmet Književnost, a od 2012. godine u zvanju vanrednog profesora za užu naučnu oblast Književnost. Godine 2017. izabrana je u zvanje redovnog profesora za užu naučnu oblast Književnost. Bila je šef Katedre za književnost i jezike, koordinator za projekte i saradnju i vršilac dužnosti dekana. Angažovana je na izvođenju nastave na master i doktorskim studijama na istom Fakultetu.
Saradnik je i učesnik na projektu Instituta za srpsku kulturu – Priština sa privremenim sedištem u Leposaviću Materijalna i duhovna kultura Kosova i Metohije, br. 178028, koji finansira Ministarstvo prosvete, nauke i tehnološkog razvoja Republike Srbije, zatim na Međunarodnom naučnoistraživačkom projektu Lirski, humoristički i satirički svet Branka Ćopića, Instituta za slavistiku Univerziteta „Karl Franc“ u Gracu Архивирано на веб-сајту  (10. март 2018) i Međunarodnom naučnoistraživačkom projektu Andrić – Inicijative: Ivo Andrić u evropskom kontekstu, Instituta za slavistiku Univerziteta „Karl Franc“ u Gracu.
Oblasti interesovanja su joj književnost dvadesetog veka i savremena književnost.
Aktivni je član Udruženja književnika Srbije, Književnog društva Kosova i Metohije i Udruženja „Isidora Sekulić”.
U naučnoj i stručnoj periodici, zbornicima radova sa naučnih skupova, te u književnim časopisima: „Književna istorija Архивирано на веб-сајту  (12. март 2018)”, „Zbornik Matice srpske za književnost i jezik“, „Letopis Matice srpske”, „Stil”, „Crkvene studije”, „Spektar Архивирано на веб-сајту  (16. март 2018)”, „Gradina”, „Baština”, „Uzdanica”, „Sveske”, „Detinjstvo”, „Nasleđe”, „Philolgia Mediana”, „Književnost i jezik“, publikovala je preko 120 studija, ogleda, referata, rasprava i kritika. Učestvovala je na preko 100 međunarodnih i nacionalnih naučnih skupova. Autor je dve monografije „Legende i simboli u Andrićevim romanima”, „Filip Višnjić”, Beograd, 2008. i „Tragom dela Isidore Sekulić”, Učiteljski fakultet, Leposavić 2014; dva udžbenika „Književni periodi i pravci”, Učiteljski fakultet, Leposavić, 2011. i „Književna tumačenja”, Učiteljski fakultet, Leposavić, 2014; zbirke pesama „Karavandžija”, Dom kulture „Sveti Sava”/„Hvosno”, Kosovska Mitrovica, 2010. i „Riznica“, Dom kulture „Stari Kolašin“, Zubin Potok, 2018.
Povremeno objavljuje tekstove i eseje u „Književnim novinama”, „Književnom listu”, „Savremeniku”, „Stremljenjima” i „Tragu“. Ostale pesme objavljene su joj u listovima i antologijama: „Pesničke novine”, „Luča”, „Ljudi govore”, „Prizrene stari”, „Najlepše ljubavne pesme srpskih pesnikinja”, „K’o da stoji u nebeskom čanku”, „Bogorodica Ljeviška u pesmama“. Bavi se esejistikom i književnom kritikom. Uvrštena je u biografski leksikon „Srbi na Kosovu i Metohiji u 19. i 20. veku“.
Dobitnik je nagrade „Sija knjiga majke Angeline” za 2014. godinu.

## Nagrade
1. Sija knjiga majke Angeline, Banatski kulturni centar Novo Miloševo, Kulturno-prosvetna zajednica opštine Sečanj, eparhija sremska, radio-televizija Vojvodine, Matica srpska, 2014. godine.

## Monografije
1. Legende i simboli u Andrićevim romanima, „Filip Višnjić“.  COBISS.SR-ID 150053900
2. Tragom dela Isidore Sekulić, Učiteljski fakultet u Prizrenu-Leposaviću, Leposavić. 2014.  978-86-84143-29-9. COBISS.SR-ID 207459340

## Udžbenici
1. Književni periodi i pravci, Učiteljski fakultet u Prizrenu-Leposaviću, Leposavić. 2011.  978-86-84143-18-3. COBISS.SR-ID 183236108
2. Književna tumačenja, Učiteljski fakultet u Prizrenu-Leposaviću, Leposavić. 2014.  978-86-84143-28-2. COBISS.SR-ID 207461644

## Knjige pesama
1. Karavandžija, Dom kulture „Sveti Sava”/„Hvosno”, Kosovska Mitrovica. 2010.  978-86-83629-52-7. COBISS.SR-ID 173376012
2. Riznica, Dom kulture „Stari Kolašin“, Zubin Potok. 2018.  978-86-83099-14-6. COBISS.SR-ID 258722316

## Naučni radovi u časopisima i zbornicima
1. Mit u književnosti, časopis „Baština, sv.14, Institut za srpsku kulturu, Priština-Leposavić, 2002, (237—246), YU ISSN 0353-9008
2. Sistem naracije „Proklete avlije“, časopis „Baština“, sv.15, Institut za srpsku kulturu, Priština - Leposavić, 2003, (77—87), YU ISSN 0353-9008
3. Moderan analitički postupak, prikaz, „Književna istorija“, časopis za nauku o književnosti, sv. 120, Institut za književnost i umetnost, Beograd, 2003, (577—579), ISSN 0350-6428 COBISS.SR-ID 55823
4. Iz rukopisne zaostavštine Dragoljuba Murganića (Refleksivni-poetski sloj), časopis „Baština“, sv.16, Institut za srpsku kulturu, Priština - Leposavić, 2003, (141—147), YU ISSN 0353-9008
5. Semantičke komponente u pesmi „Kamenu u zapis“ Dragoljuba Murganića, časopis "Baština", sv.17, Institut za srpsku kultutru, Priština - Leposavić, 2004, (97—107), YU ISSN 0353-9008
6. Specifičan ispitivački postupak, prikaz, časopis „Baština“, sv.17, Institut za srpsku kultutru, Priština - Leposavić, 2004, (245—248), YU ISSN 0353-9008
7. Pet simbola u „Srebrnim snegovima Živka Činga“, Zbornik radova Međunarodnog skupa za makedonski jezik, literaturu i kulturu, Univerzitet „Sv. Ćirilo i Metodije“, Skoplje, 2005, (285—293).  978-9989-43-218-7. COBISS.MK-ID 58164490
8. Vožd Karađorđe u srpskoj poeziji, Zbornik radova Naučnog sastanka slavista u Vukove dane, 34/2, MSC, Beograd, 2005, (389—397), ISSN 0351-9066 COBISS. SR-ID 116898828
9. Ciklički koncept istorije i poetika u delu Iva Andrića, „Književnost i istorija VI“, Zbornik radova sa naučnog skupa Transpozicija istorijskih događaja i ličnosti u pripoveci kod Slovena, Centar za naučna istraživanja SANU i Univerzitet u Nišu, Studijska grupa za srpski jezik i književnost Filozofskog fakulteta u Nišu, 2005, (65—71).  978-86-7025-374-2. COBISS 90323468
10. Leksika domaće radinosti Ibarskog Kolašina, časopis „Baština“, sv.19, Institut za srpsku kultutru, Priština - Leposavić, 2005, (9—19), YU ISSN 0353-9008
11. Ratarska leksika Ibarskog Kolašina, Zbornik radova Filozofskog fakulteta Univerziteta u Prištini, XXXV, 2005, (57—65), ISSN 0354-3293 COBISS.SR-ID 10455311
12. Osnovne odlike jezika i stila u romanima Ive Andrića, Zbornik radova Učiteljskog fakulteta Prizren – Leposavić, br.1, 2005, (90—100).  978-86-84143-07-7. COBISS.SR –ID 126167820
13. Osobenost književnog izraza Grigorija Božovića, Zbornik radova Jezik i stil Grigorija Božovića, Filozofski fakultet Kosovska Mitrovica, „Stari Kolašin“ Zubin Potok, 2006, (181—187).  978-86-7412-038-5. COBISS.SR-ID 131765004
14. Živko Čingo i Branko Ćopić – jedna moguća paralela (Aspekt medijatora u „Srebrnim snegovima i Bašti sljezove boje“), Zbornik radova sa međunarodnog skupa za makedonski jezik, literaturu i kulturu, Univerzitet „Sv. Ćirilo i Metodije“, Skoplje, 2006, (165—171).  978-9989-43-238-5. COBISS.MK-ID 65963018
15. Književni kanon i Jelena Dimitrijević, Zbornik referata sa naučnog skupa, Centar za naučna istraživanja SANU i Univerzitet u Nišu, Studijska grupa za srpski jezik i književnost Filozofskog fakulteta u Nišu, 2006, (97—103).  978-86-7025-406-0. COBISS.SR-ID 133976332
16. Semantičke komponente u pesmi „Kamen“ Branka Miljkovića, „Sveske“, br. 82, „Mali Nemo“, Pančevo, 2006, (114—117), YU ISSN 1451-9976
17. Vožd Karađorđe u srpskoj tragediji, „Književnost i istorija VII”, Zbornik radova sa naučnog skupa Transpozicija istorijskih događaja i ličnosti u tragediji kod Slovena, Centar za naučna istraživanja SANU i Univerzitet u Nišu, Studijska grupa za ruski jezik i književnost Filozofskog fakulteta u Nišu, Niš, 2006, (121—129).  978-86-7025-417-6. COBISS.SR-ID 136986124
18. Ibarski Kolašin u pripovetkama Grigorija Božovića, Zbornik radova sa Naučnog sastanka slavista u Vukove dane, 36/2, MSC, Beograd, 2007, (379—389).  978-86-86419-16-3. COBISS.SR-ID 132726540
19. Sistem naracije Živka Činga i Branka Ćopića, Zbornik radova sa međunarodnog skupa za makedonski jezik, literaturu i kulturu, Univerzitet „Sv. Ćirilo i Metodije“, Skoplje, 2007, (185—193).  978-9989-43-243-9. COBISS.MK-ID 69097482
20. Hronotop u romanu Sveto mesto Saše Hadži Tančića, Zbornik radova sa Naučnog sastanka slavista u Vukove dane, 37/2, MSC, Beograd, 2008, (435—443).  978-86-86419-17-8 неважећи . COBISS.SR-ID 133418508
21. Andrić o deci i za decu (Osvrt na pripovetku Izlet'), Zbornik radova sa međunarodnog skupa Književnost za decu u nauci i nastavi, Pedagoški fakultet u Jagodini, Jagodina, 2008, (280—286).  978-86-7604-065-0. COBISS.SR-ID 149326860
22. Književni, kulturni i ideološki kontakti Isidore Sekulić, Zbornik radova sa naučnog skupa Banjalučki novembarski susreti na temu Nauka, kultura i ideologija Filozofskog fakulteta u Banja Luci, knjiga 9, tom I, Filozofski fakultet, Banja Luka, 2008, (117—125).  978-99938-34-92-2. COBISS. BH-ID 1284888
23. Istorija i mit u „Prokletoj avliji“ Iva Andrića, „Književnost i istorija IX“, Zbornik referata sa naučnog skupa Idealizacija i mitologizacija istorije u književnosti, Centar za naučna istraživanja SANU i Univerzitet u Nišu, Odsek za književnost, Niš, 2009, (147—159).  978-86-7025-469-5. COBISS.SR-ID 157269260
24. Balade Srednjeg Timoka – „Katina udaja“ i „Smrt dragog“, „Uzdanica“, časopis za jezik, književnost, umetnost i pedagoške nauke, br. 1, Učiteljski fakultet u Jagodini, Jagodina, proleće 2009, (198—209), ISSN 1451-673X COBISS.SR-ID 110595084
25. Kratke priče simboličke projekcije (Saša Hadži Tančić „Kafkin sin“), Letopis Matice srpske, knj. 484, sv. 1-2, Matica srpska, Novi Sad, jul/avgust, 2009, (164—167), COBISS.SR-ID 7053570
26. Pripovetke i eseji Isidore Sekulić (Na primeru knjige „Saputnici“), Zbornik radova sa Naučnog sastanka slavista u Vukove dane, 38/2, MSC.  COBISS.SR-ID 168909580
27. Književnost za decu od profesionalizma ka autentičnosti, „Detinjstvo“, časopis o književnosti za decu, godina XXXV, br. 3, Zmajeve dečje igre, Novi Sad, jesen 2009, (85—91), ISSN 0350-5286 COBISS.SR-ID 9948418
28. Geneza i karakter humora u „Doživljajima Nikoletine Bursaća“ Branka Ćopića, Zbornik radova Učiteljskog fakulteta, br. 3, Učiteljski fakultet, Prizren - Leposavić, 2009, (119—128), 378 ISSN 1452-9343, COBISS.SR-ID 140941068
29. Prividna i stvarna vrednost znakova u pesmi „Rastanak kod Kalemegdana“ Miloša Crnjanskog, „Književna istorija“ (časopis za nauku o književnosti), br. 139, XLI, Institut za književnost i umetnost, Beograd, 2009, (623—627), ISSN 0350-6428 COBISS.SR-ID 55823
30. Primena pluralizma paradigmi u nastavi srpskog jezika i književnosti, Zbornik radova sa međunarodnog naučnog skupa Unapređenje obrazovanja učitelja i nastavnika od selekcije do prakse, knj.8/2, tom II, Univerzitet u Kragujevcu, Pedagoški fakultet u Jagodini, Jagodina, 2009, (87—97).  978-86-7604-080-3. COBISS.SR-ID 176387852
31. Tumačenje književnog dela u nastavi, Zbornik radova sa međunarodnog naučnog skupa Autonomija učenika i nastavnika u nastavi jezika i književnosti, Univerzitet Crne Gore, Filozofski fakultet, Nikšić, 2010, (187—195).  978-86-7798-039-9. COBISS.CG-ID 15551248
32. Vid prozne forme u knjizi „Kafkin sin“ Saše Hadži Tančića, „Gradina“- časopis za književnost, umetnost i kulturu, br. 34/2010, Niški kulturni centar, Niš, 2010, (239—246), ISSN 0436-2616 COBISS.SR-ID 4021250
33. Pogledi Isidore Sekulić na književnost i kulturu, Zbornik radova sa Naučnog sastanka slavista u Vukove dane, 39/2, MSC, Beograd, 2010, (511—519).  978-86-86419-91-0. COBISS.SR-ID 177339148
34. Funkcija fragmenta u autorskom tekstu Isidore Sekulić, „Stil“ - međunarodni časopis, br. 9, Beograd, 2010, (319—329), ISSN. 1451-3145, COBISS.SR-ID 104516108
35. Religijske osnove u književnom delu Isidore Sekulić, „Crkvene studije“- godišnjak Centra za crkvene studije, godina 7, br.7, Niš, 2010, (285—293), ISSN 1820-2446, COBISS.SR-ID 115723532
36. Simboličkite znaci vo „Srebrni snegovi“ od Živko Čingo i „Gradina so slezova boja“ od Branko Kopik, „Spektar“- megunarodno spisanie za lteratruna nauka, god. 28, br. 56, Institut za makedonska literatura, Skopje, 2010, (123—129), ISSN 0352-2423
37. Svet detinjstva Stevana Raičkovića, zbornik radova sa međunarodnog naučnog skupa Savremeni trenutak književnosti za decu u nastavi i nauci, Vranje, 2010, (147—158).  978-86-82695-78-3., COBISS.SR-ID 176368140
38. Simbioza umetnosti i vere u delu Isidore Sekulić, Київський нацıональний унıверситет ıменı Тараса Шевченка, Институт фıлологіі, компаративнı досльдження словıянських мов и литератур, пам'яти академика Леонıда Булаховського, збıрник наукових праць, спеціальний випуск, київський впц унıверситет, Київ, 2010, (189—196) BBC 80/84 Слав ISSN 2075-437X
39. Vaspitač, deca i književnost, „Naše stvaranje“ - zbornik radova sa šestog simpozijuma Vaspitač u 21. veku, Visoka škola za vaspitače strukovnih studija, Aleksinac, 2011, (147—153).  978-86-88561-00-6. COBISS.SR-ID 180760588
40. Hrišćansko-vizantijske osnove i kosovski koreni u „Svetoj elegiji“ Dragiše Bojovića, „Nasleđe“ - časpis za književnost, jezik, umetnost i kulturu, br. 17, godina 8, FILUM, Kragujevac, 2011, (219—231), ISSN 1820-1768 COBISS.SR-ID 115085068
41. Samoća kao modus vivendi u kratkim pričama Franca Kafke i Saše Hadži Tančića, „Književna istorija“- časopis za nauku o književnosti, XLIII, 143/1444, Institut za književnost i umetnost, Beograd, 2011, (253—261), ISSN 0350-6428 COBISS.SR-ID 55823
42. Kratke priče Saše Hadži Tančića i Franca Kafke (poredbena analiza), Zbornik radova sa Naučnog sastanka slavista u Vukove dane, 40/2, MSC, Beograd, 2011, (581—591).  978-86-6153-039-5. COBISS.SR-ID 186001420
43. Književnice međuratne književnosti i književni kanon, „Stil“- međunarodni časpis, br. 10, Beograd, 2011, (337—345), ISSN 1451-3145 COBISS.SR-ID 104516108
44. (Dvo) smislenost pesme „Snove snivam“ Laze Kostića, U spomen na Lazu Kostića (1841—2011), zbornik radova, Filozofski fakultet, Novi Sad, 2011, (119—128).  978-86-6065-100-8. COBISS.SR-ID 269036039
45. Dečje govorno stvaralaštvo kao doprinos kulturi, „Naše stvaranje“: zbornik radova sa VII simpozijuma sa međunarodnim učešćem „Vaspitač u 21. veku“, Visoka škola za vaspitače strukovnih studija, br. 11, Aleksinac, 2012, (601—609).  978-86-88561-01-3. COBISS.SR-ID 189155596
46. Rodoljublje u zbirci pesama „Saće svih matica“ Milana Mihajlovića, Tematski zbornik sa nacionalnog naučnog skupa sa međunarodnim učešćem, Institut za srpsku kulturu, Priština-Leposavić, 2012, (103—113).  978-86-89025-03-3. COBISS.SR-ID 190063116
47. Identitet u književnom delu Isidore Sekulić, Zbornik radova sa naučnog skupa Nauka i identitet, Univerzitet u Istočnom Sarajevu, Filozofski fakultet Pale, Pale, 2012, (505—514).  978-99938-47-42-7. COBISS.BH-ID 2778904
48. Književnost u Starom Kolašinu, Tematski zbornik Stari Kolašin, izdavač „Stari Kolašin“, Zubin Potok, 2012, (241—255).  978-86-83099-08-5. COBISS.SR-ID 190962700
49. Svedočenje o prošlosti i sadašnjosti u zbirci pesama „Odvijanje svitka“ Milice Jeftimijević Lilić, Tematski zbornik radova Filologija i univerzitet, Univerzitet u Nišu, Filozofski fakultet, Niš. 2012.  978-86-7379-263-7. COBISS.SR-ID 194676492, 414-422.
50. Arhetipovi u romanu „Na Drini ćuprija“ Ive Andrića, „Stil“, međunarodni časopis, br. 11, Beograd, 2012, (382—391), ISSN 1451-3145, COBISS.SR-ID 104516108
51. Misaono-idejne konstelacije u „Početku pesme“ Miodraga Pavlovića, Zbornik radova sa Naučnog sastanka slavista u Vukove dane, 42/2, MSC, Beograd, 2013, (553—561).  978-86-6153-180-4. COBISS.SR-ID 200872716
52. Intelektualno samotništvo Isidore Sekulić, Tematski zbornik radova Od nastave do nauke, Univerzitet u Nišu, Filozofski fakultet, Niš, 2013, (473—483).  978-86-7379-299-6. COBISS.SR-ID 202679052
53. Religija i zavičaj u „Gorskoj službi“ Đorđa Sladoja, „Crkvene studije“ (godišnjak Centra za crkvene studije), br. 10, godina X, Centar za crkvene studije/Međunarodni centar za pravoslavne studije, Niš, 2013, (441—448), ISSN 1820-2446=Crkvene studije COBISS.SR-ID 115723532
54. Književni zavičaj Grigorija Božovića, Київський нацıональний унıверситет ıменı Тараса Шевченка, Институт фıлологіі, Компаративнı дослıдження слов'янських мов ı лıтератур, Пам'ятı академıка Леонıда Булаховського, збıрник наукових праць, випуск 23, Київ, 2013, Освита Украïни (154—161), BBC 80/84 Слав ISSN 2075-437X
55. Aspekt lirskog subjekta u „Gorskoj službi“ Đorđa Sladoja, Zbornik radova Nauka i globalizacija, knj. 8, tom 1/2, Pale, 2014, (641—655).  978-99938-47-58-8-001 неважећи .:316.32(082) COBISS.RS-ID 4271896
56. Vaspitno delovanje Andrićeve pripovetke „Knjiga“, Zbornik radova Savremene tendencije u nastavnim i vannastavnim aktivnostima na učiteljskim (pedagoškim) fakultetima, Učiteljski fakultet, Vranje, 2014, (222—230).  978-86-6301-011-6. COBISS.SR-ID 207648268
57. Ćopić lacht eigenen Not, Zbornik radova sa naučnog skupa Modellierung der Realität mittels Humor und Satire bei Branko Ćopić, Institut für Slawistik der Karl-Franzens-Universität Graz – und Universitätsbibliothek der Republika Srpska in Banja Luka, 2014, (85—99).  978-99938-30-72-6. (Narodna i univerzitetska biblioteka Republike Srpske).  978-3-9503561-8-2. (Institut für Slawistik der Karl-Franzens-Universität Graz) COBISS.RS-ID 4481816
58. Njegoševa filozofsko-kosmička konkretizacija u pesmi „Ko je ono na visokom brdu“, Zbornik radova sa Naučnog sastanka slavista u Vukove dane, 43/2, MSC, Beograd, 2014, (283—293).  978-86-6153-201-6. COBISS.SR-ID 209634060
59. Recepcija persovskih simboličkih znakova u Raičkovićevoj pesmi „Daleko osamljeno drvo“, „Nasleđe“, časopis za književnost, jezik, umetnost i kulturu, godina XI, br. 28, FILUM, Kragujevac, 2014, (197—208), ISSN 1820-1768= Nasleđe (Kragujevac) COBISS.SR-ID 115085068
60. Prizren u pesmama (Organizacija hronotopa u odabranim primerima iz antologije „prizrene stari“ Tematski zbornik od vodećeg nacionalnog značaja sa nacionalnog naučnog skupa sa međunarodnim učešćem Tradicija, promene, istorijsko nasleđe, pitanja državnosti i nacionalnog identiteta na Kosovu i Metohiji, Institut za srpsku kulturu, Leposavić, 2014, (133—141).  978-86-89025-13-2. COBISS.SR-ID 206697484
61. Konstitutivni element Andrićevog teksta, Zbornki radova Učiteljskog fakulteta, knjiga 8, Učiteljski fakultet, Leposavić, 2014, (111—123), ISSN 1452-9343 COBISS.SR – ID 14041068
62. Formen der Übrmacht im Roman „Wesire und Konsuln“ Zbornik radova „Andrićs Chronik“ sa naučnog skupa ”Wesire und Konsuln”, Institut für Slawistik der Karl-Franzens-Universität Graz, i Narodna i univerzitetska biblioteka Republike Srpske, Banja Luka, „Svet knjige“/“Nmlibris“, 2014, (85- 97).  978-99938-30-73-3. Narodna i univerzitetska biblioteka Republike Srpske.  978-3-9503561-6-8. Institut für Slawistik der Karl-Franzens-Universität Graz COBISS.RS-ID 4514072
63. Dve poetske refleksije u pesmi „Rekvijem“ Miodraga Pavlovića, Zbornik radova sa VIII međunarodnog naučnog skupa „Srpski jezik, književnost, umetnost“ održanog na Filološko-umetničkom fakultetu u Kragujevcu, knjiga 2, „Satir, satira, satirično“, FILUM, Kragujevac, 2014, (81—89).  978-86-85991-65-6 неважећи . COBISS.SR-ID 210675980
64. Kritički impuls Isidore Sekulić, „Isidorijana“, književni zbornik 15-17, Udruženje „Isidora Sekulić“, Beograd, 2014, (79—85), ISSN 0354-8767=Isidorijana COBISS.SR-ID 10598156
65. Isidorina duhovnost i karakter proze, „Isidorijana“, književni zbornik 15-17, Udruženje „Isidora Sekulić“, Beograd, 2014, (135—145), ISSN 0354-8767=Isidorijana COBISS.SR-ID 10598156
66. Isidorino poimanje ruske književnosti (Eksplicitne i implicitne odrednice), „Isidorijana“, književni zbornik 15-17, Udruženje „Isidora Sekulić“, Beograd, 2014, (208—216), ISSN 0354-8767=Isidorijana COBISS.SR-ID 10598156
67. Isidora i/ili izuzetnost, „Isidorijana“, književni zbornik 15-17, Udruženje „Isidora Sekulić“, Beograd, 2014, (244—250), ISSN 0354-8767=Isidorijana COBISS.SR-ID 10598156
68. Slika sveta u „Zapisima o mome narodu“ Isidore Sekulić, Tematski zbornik sa međunarodnog skupa Nauka i savremeni univerzitet 3, tom 2, Filozofski fakultet, Niš, 2014, (111—121).  978-86-7379-347-4. COBISS.SR-ID 211246604
69. Grad, čovek i Bog – tri motiva u antologiji „Prizrene stari“, „Crkvene studije“, br. 11, godina 11, Centar za crkvene studije Univerzitet u Nišu, Centar za vizantijsko-slovenske studije Međunarodni centar za pravoslavne studije, Niš, 2014, (549—556), ISSN 1820-2446=Crkvene studije COBISS.SR-ID 115723532
70. Autopoetičke naznake Petra Pajića, „Philologia Mediana“, br. 7, godina 7, Filozofski fakultet Univerziteta u Nišu, Niš, 2015, (251—263), ISSN 1821-3332= Philologia Mediana COBISS.SR-ID 171242508
71. Ćopićs hartes und zärtliches Herzt, Zbornik radova sa naučnog skupa Fraw – Mann: zwei Welten, zwei Motive, zwei Ausdrucksarten in den Werken von Branko Ćopić, Institut für Slawistik der Karl-Franzens-Universität Graz – und Universitätsbibliothek der Republika Srpska in Banja Luka, 2015, (121—131).  978-99938-30-92-4. (Narodna i univerzitetska biblioteka Republike Srpske).  978-3-9504084-0-9. (Institut für Slawistik der Karl-Franzens-Universität Graz) COBISS.RS-ID 5276696
72. Filozofsko poimanje rodoljublja u podtekstu zbirke pesama „Pesme bola i ponosa“ Milutina Bojića, Zbornik radova sa Naučnog sastanka slavista u Vukove dane, 44/2, MSC, Beograd, 2015, (519—533).  978-86-6153-292-4. COBISS.SR-ID 217318668
73. Andrićs Gefangniszelle, Zbornik radova Andrićs Hof, Institut für Slawistik der Karl-Franzens-Universität Graz – und Universitätsbibliothek der Republika Srpska in Banja Luka), Svet knjige – nmlibris, 2015, (151—161).  978-3-9504084-1-6. (Institut für Slawistik der Karl-Franzens-Universität Graz).  978-99938-30-93-1. (Narodna i univerzitetska biblioteka Republike Srpske).  978-86-7396-531-4. (Svet knjige) COBISS.RS-ID 5309720
74. Veliki rat u pesništvu Milutina Bojića i Dušana Vasiljeva, Tematski zbornik sa međunarodnog skupa Nauka i savremeni univerzitet 4, tom 1, Filozofski fakultet, Niš, 2015, (135—149).  978-86-7379-390-0. COBISS.SR-ID 219525644
75. Andrićeva poetička načela, Zbornik radova Učiteljskog fakulteta, knjiga 9, Učiteljski fakultet, Leposavić, 2015, (123—135), ISSN 1452-9343 COBISS.SR – ID 140941068
76. Ispovest i protest u podtekstu pesama Dušana Vasiljeva, Zbornik radova sa IX međunarodnog naučnog skupa „Srpski jezik, književnost, umetnost“ održanog na Filološko-umetničkom fakultetu u Kragujevcu, knjiga 2, FILUM, Kragujevac, 2015, (349—361).  978-86-85991-81-3. COBISS.SR-ID 218400268
77. Stotinu ranih jada – prisustvo figure autora u pričama Kiša i Kusturice, „Nasleđe“, br. 31, godina 12, FILUM, Kragujevac, 2015, (271—283), ISSN 1820-1768= Nasleđe (Kragujevac) COBISS.SR-ID 115085068
78. Miljkovićev fenomen i princip sažetosti (Sličnosti sa pesništvom Vaska Pope), Zbornik radova sa naučnog skupa održanog 14-15 juna 2014. godine na Filozofskom fakultetu u Nišu, Univerzitet u Nišu, Filozofski fakultet, Niš, 2015, (205—215).  978-86-7379-397-9. COBISS.SR-ID 220565516
79. Tri kosovske savremene lirske pojave (D. Bojović, M. Mihajlović, M. J. Lilić) „Nastava i nauka u vremenu i prostoru“, Zbornik radova sa naučnog skupa sa međunarodnim učešćem održanog na Učiteljskom fakultetu u Leposaviću, Učiteljski fakultet u Leposaviću, Leposavić, 2015, (83—100).  978-86-84143-46-6. COBISS.SR-ID 220179212
80. Prostor Andrićeve slobode i neslobode, „Radovi“ Filozofskog fakulteta, filološke nauke, br.17, Univerzitet u Istočnom Sarajevu, Filozofski fakultet Pale, Pale, 2015, (45—65) ISSN 1512-5858 COBISS.BH-ID 7948294
81. Kosovskometohijska proza u balkanskom kontekstu, Tematski zbornik od vodećeg nacionalnog značaja „Kosovo i Metohija u kontekstu balkanskih naroda i država“, knjiga 1, Institut za srpsku kulturu Priština/Leposavić, 2016, (99—111).  978-86-89025-25-5. COBISS.SR-ID 222626316
82. 82. Autopoetika pesnika budućeg veka (O poetici Petra Pajića), zbornik radova „Poezija Petra Pajića“ sa okruglog stola „Desankini majski razgovori“, Zadužbina „Desanka Maksimović“/Narodna biblioteka Srbije, Beograd, 2016, (99—113).  978-86-82377-49-8. (ZDM) COBISS.SR-ID 222481164
83. Evropski duh Isidore Sekulić, Zbornik sa međunarodnog skupa „Nauka i evrointegracije“, knj.10, tom 2, Univerzitet u Istočnom Sarejevu, Filozofski fakultet Pale, Pale, 2016. godine, (405—419).  978-99938-47-78-6. COBISS.RS-ID 5843480
84. Diskurs Karađorđeve ličnosti u srpskoj književnosti, „Književnost i jezik“, godina LXIII, br. 1-2, časopis Društva za srpski jezik i književnost Srbije, Beograd, 2016, (79—91) ISSN 0454-0689 UDK [821.163.41+81]:37
85. Verlängerte Kindheit in Ćopićs Schaffen, Zbornik radova sa naučnog skupa Kindheit, Jugend und Alter im Werk von Branko Ćopić, Institut für Slawistik der Karl-Franzens-Universität Graz – und Universitätsbibliothek der Republika Srpska in Banja Luka 2016, (107—121).  978-99976-27-02-5. (Narodna i univerzitetska biblioteka Republike Srpske).  978-3-9504084-7-8. (Institut für Slawistik der Karl-Franzens-Universität Graz) COBISS.RS-ID 6074904
86. Imanentna poetika Isidore Sekulić, „Zbornik radova Učiteljskog fakulteta“, Prizren-Leposavić, br. 10, Leposavić, 2016, (31—49), ISSN 1452-9343 COBISS.SR-ID 226529548
87. Emir Kusturica kao zajednički imenitelj za film, muziku i književnost, Zbornik radova sa X međunarodnog naučnog skupa „Srpski jezik, književnost, umetnost“, održanog na Filološko-umetničkom fakultetu u Kragujevcu, knjiga 2, Kragujevac, 2016, (611—629).  978-86-85991-95-0. COBISS.SR-ID 226731788
88. Kafkini mali narativi kao otvorene parabole, Zbornik Matice srpske za književnost i jezik, knj. 64, sv.2, 2016, (419—429), Matica srpska, Novi Sad, ISSN 0543-1220 COBISS.SR-ID 9627138
89. Eine Landkarte von Andrićs Zeichen, Zbornik radova sa naučnog skupa Andrićs Zeichen: Ivo Andrić als Denker, Philosoph, Psychologe, Logiker und Asthet, Institut für Slawistik der Karl-Franzens-Universität Graz – und Universitätsbibliothek der Republika Srpska in Banja Luka, Svet knjige, 2016, (99—117).  978-99976-27-04-9. (Narodna i univerzitetska biblioteka Republike Srpske).  978-3-9504299-1-6. (Institut für Slawistik der Karl-Franzens-Universität Graz).  978-86-7396-589-5. (Svet knjige) COBISS.RS-ID 6216216
90. Religiozna tematika u posleratnom pesništvu: Pavlović, Popa, Lalić, „Nasleđe“ časopis za književnost, jezik, umetnost i kulturu, godina 12, br. 34, 2016, (9—20), Filološko-umetnički fakultet Kragujevac, Kragujevac, ISSN 1820-1768=Nasleđe (Kragujevac) COBISS.SR-ID 115085068
91. Unutrašnje putovanje Isidore Sekulić, „Slowianie w podrozy“, Tom II, Literatura, Wydawanictwo Uniwersytetu Gdanskiego, Gdansk, 2016, (63—74).  978-83-7865-393-6.
92. Ćopićs Bosnien als besonderer ethisch-psychologischer und sozial-historischer Komplex, Zbornik Ćopićs poetik des raumes, Institut fur Slawistik der Karl-Franzens-Universitat Graz, Narodna i univerzitetska biblioteka Republike Srpske, Banja Luka, 2017, (113—129).  978-3-9504084-9-2. Institut fur Slawistik der Karl-Franzens-Universitat Graz.  978-99976-27-11-7. Narodna i univerzitetska biblioteka Republike Srpske, Banja Luka, Grac – Banjaluka, COBISS.RS-ID 6662424
93. Die „Alienation“ von Rajka Radaković, Zbornik Andrićs Fraulein, Institut fur Slawistik der Karl-Franzens-Universitat Graz, Narodna i univerzitetska biblioteka Republike Srpske, Banja Luka, Svet knjige, Beograd, 2017, (99—109).  978-3-9504299-0-9. Institut fur Slawistik der Karl-Franzens-Universitat Graz.  978-99976-27-15-5. Narodna i univerzitetska biblioteka Republike Srpske, Banja Luka, Grac – Banjaluka.  978-86-7396-615-1. Svet knjige, Beograd, COBISS.RS-ID 6791192
94. Inovacije u nastavi srpskog jezika i književnosti, Tematski zbornik radova od nacionalnog značaja sa naučnog skupa s međunarodnim učešćem Inovacije u vaspitanju i obrazovanju: digitalizacija, inovativni programi i modeli, Učiteljski fakultet u Leposaviću, 2017, (55—67).  978-86-8443-43-5 неважећи . COBISS.SR-ID 247484684
95. Eksplicitne i implicitne odrednice Isidore Sekulić u ruskoj književnosti, „Nasleđe“ časopis za književnost, jezik, umetnost i kulturu, godina 14, br. 37, 2017, (53—59), Filološko-umetnički fakultet Kragujevac, Kragujevac, ISSN 1820-1768=Nasleđe (Kragujevac) COBISS.SR-ID 115085068
96. Duhovni i nacionalni identitet u „Jutarnjoj svetosavskoj molitvi“ Mirka Magaraševića, Zbornik radova Učiteljskog fakulteta, br. 11, Učiteljski fakultet u Prizrenu –Leposaviću, 2017, (19—29), ISSN 1452-9343= Zbornik radova Učiteljskog fakulteta Prizren – Leposavić COBISS.SR-ID 247600652
97. Andrić i Isidora ili ćutanje i samoća, Zbornik radova sa XI međunarodnog naučnog skupa održanog na Filološko-umetničkom fakultetu u Kragujevcu „Srpski jezik, književnost, umetnost“, knjiga II, Filološko-umetnički fakultet u Kragujevcu, Kragujevac, 2017, (177—187).  978-86-80796-08-6. COBISS.SR-ID 248653068
98. Narativno-ispovedna ravan Isidorinih „Saputnika“ i Andrićevih „Znakova pored puta“, „Književnost i jezik“, časopis Društva za srpski jezik i književnost Srbije, LXIV, 3-4, Beograd, 2017, (395-407) ISSN 0454-0689
99. Etnos i topos u pripovetkama Grigorija Božovića, „Nasleđe“ časopis za književnost, jezik, umetnost i kulturu, godina 14, br. 39, Filološko-umetnički fakultet Kragujevac, Kragujevac, 2018, (215-226), ISSN 1820-1768=Nasleđe (Kragujevac) COBISS.SR-ID 115085068
100. Andrić i „beogradski stil“, Zbornik radova sa Naučnog sastanka slavista u Vukove dane, 47/2, MSC, Beograd, 2018, (425-435),  978-86-6153-507-9 COBISS.SR-ID 267550732
101. Identität und Bildhatftigkeit in Andrićs Roman Omer-Pascha Latas, Zbornik  Andrićs Latas, Graz-Bukurešt-Beograd-Banja Luka: Institut für Slavistik der Karl-Franzens-Universität Graz – Departman za rusku i slovensku filologiju Fakulteta za strane jezike i književnosti Univerziteta u Bukureštu – Udruženje Srba u Rumuniji – Narodna i Univerzitetska biblioteka Republike Srpske  - Svet knjige – nmlibris 2018, (139-151),  978-3-9504299-3-0 Institut für Slavistik der Karl-Franzens-Universität Graz  978-99976-27-26-1 Narodna i univerzitetska biblioteka Republike Srpske  978-86-7396-674-8 Svet knjige  978-86-89711-32-5 Nimlibris COBISS.RS-ID 7640088
102. Das heimatliche Bild der Welt bei Ćopić und Kiš, Zbornik radova Ćopićs Poetik der Heimat, Graz – Bihać, Institut für Slavistik der Karl-Franzens-Universität Graz, Pedagošk fakultet Univerziteta u Bihaću, Kantonalna i univerzitetska biblioteka Bihać, 2018, (79-91),  978-3-9504299-4-7
103. Rodoljubivi impuls u poeziji Petra Pajića, „Književnost i jezik“, časopis Društva za srpski jezik i književnost Srbije, LXVI, 1, Beograd, 2019, (83-93),  ISSN 0454-0689
104. Kosovski univerzum Mirka Magaraševića, Zbornik kritičkih radova „Pesnik Mirko Magarašević“, Beograd, 2019, (421-437),  978-86-531-0493-1 COBISS.SR-ID 276738316, (421-437)
105. Pozitivistički pristup Pavla Popovića „Pesmama“ Jelene Dimitrijević,  Zbornik radova sa Naučnog sastanka slavista u Vukove dane, 48/2, MSC, Beograd, 2019, (203-213),  978-86-6153-576-5 COBISS.SR-ID 278982412
106. Ćopić und/oder die Aubergewohnlichkeit, Zbornik radova Ćopić fantastisch,  Institut für Slawistik der Karl-Franzens-Universität Graz, Grafid – Banja Luka, 2019, (141-153),   978-3-9504299-7-8  Institut für Slawistik der Karl-Franzens-Universität  978-99976-39-83-7 Grafid COBISS.RS-ID 8346392
107. Die schwarye Sonne in Andrićs wichtigsten Werken, 103-117, Zbornik radova Andrićs Sonnenseite, Institut für Slavistik der Karl-Franzens-Universität Graz, Narodna i Univerzitetska biblioteka Republike Srpske  - Svet knjige – nmlibris 2019, (103-117),  978-3-9504299-5-4 Institut für Slavistik der Karl-Franzens-Universität Graz  978-99976-27-35-3 Narodna i univerzitetska biblioteka Republike Srpske  978-86-7396-717-2 Svet knjige COBISS.RS-ID 8405272
108. Struktura satiričnih tekstova Petra Pajića, Zbornik Matice srpske za književnost i jezik, 67 (3), Matica srpska, Novi Sad, 2019, (1013-1023), ISSN 0543-1220 COBISS.SR-ID 9627138
109. Jerotić o Kafkinoj bolesti i stvaranju, Tematski zbornik „Vladeta Jerotić - književnik, naučnik i religiozni mislilac, Pedagoški fakultet u Vranju Univerziteta u Nišu, Vranje, 2020, (56-66),  978-86-6301-038-3 COBISS.SR-ID 17828105
110. Stvarnosna osnova Kišove „Enciklopedije mrtvih“,  Zbornik radova sa Naučnog sastanka slavista u Vukove dane, 49/2, MSC, Beograd, 2020, (221-230),  978-86-6153-643-4 COBISS.SR-ID 20772617
111. Pajićeve pesme o malim stvarima (tumačenje simboličkih znakova), Zbornik radova sa XIV međunarodnog naučnog skupa „Srpski jezik, književnost, umetnost“, FILUM, Kragujevac, 2020, (515-527),  978-86-80796-63-5 COBISS.SR-ID 25802761
112. Hronotop Kosova i Metohije u „Gavranovom poljupcu“ Novice Sovrlića, Zbornik radova Učiteljskog fakulteta Prizren –Leposavić, knj. 14, Leposavić, 2020, (103-110), COBISS.SR-ID 25303561 COBISS.SR-ID 140941068
113. Smernice za poboljšanje statusa srpskog jezika na učiteljskim (pedagoškim) i ostalim fakultetima, Zbornik radova „Status srpskog jezika i književnosti u obrazovnom sistemu“, Zavod za unapređenje obrazovanja i vaspitanja, Beograd, 2021, (181-191),  978-86-87137-80-6, COBISS.SR-ID 38896137
114. Istorijski impuls u „Seobi Srbalja“ Petra Pajića, Zbornik radova sa Naučnog sastanka slavista u Vukove dane, 50/2, MSC, Beograd, 2021, (229-239),  978-86-6153-675-5 COBISS.SR-ID 45455369
115. Plaćanje krivice (Pet jevrejskih likova u Andrićevim pripovetkama), Zbornik radova sa XV međunarodnog naučnog skupa Srpski jezik, književnost, umetnost, FILUM, Kragujevac, 2021, (57-67)  978-86-80796-89-5 COBISS.SR-ID 49007625

## Eseji, intervjui, poezija
1. Esej „Nestanak ljudskog čula“, sinhro.rs, 31. 01. 2021.[1]
2. Esej „Šta nam danas vreme donosi, a šta odnosi?“, sinhro.rs, 07. 12. 2020.[2]
3. Izbor pesama iz knjige „Karavandžija“, sinhro.rs, 12. 03. 2021.[3]
4. Izbor pesama iz knjige „Riznica“, libartes.rs, decembar 2020.[4]
5. Intervju „Jezik drži narod čvršće nego teritorija“, bastabalkana.com[5]
6. Intervju „Vratimo dostojanstvo jeziku i pismu“, bastabalkana.com[6]
7. Esej „Mitizacija literature“, art-anima.com, 13. 12. 2020.[7]
8. Esej „Da li je čovek mera svih stvari“, iskra.co, 14. 11. 2020.[8]
9. Pesme o Italiji, sinhro.rs, 08.04.2021.[9]
10. Intervju „Ne o literaturi“, broj 32 maj-jun 2021, eckermann.org.rs[10]

## Spoljašnje veze
- Život grada“, RTV Novi Pazar, 24. 09. 2018.[1]
- Prof. dr Snežana Baščarević o perspektivi srpskog jezika, pisma i književnosti
- „Povodi“/„Ti si mi u pesmi“, RTV Mir Leposavić, 09. 08. 2021.
- „O upisu na Učiteljski fakultet“, RTV Mir Leposavić, 22. 06. 2020.
- „O knjizi 'Bol u noći' Ognjana Miladinovića“, RTV Mir Leposavić, 09. 03. 2020.
- „O knjizi 'Bludni parip' Enesa Halilovića“, Kopernius RTV Raška, 27. 04. 2018
- „Promocija zbirke pesama Riznica, 1. i 2. deo, 27. 11. 2018
- O knjizi 'Stare tuge-nove strasti'“ Vladana Rakića, 01. 02. 2013
- Богородица Љевишка у песмама" - књига за очување духовности и саборства
- Povodom Međunarodnog dana pismenosti“, KCN Raška, 08.09.2021.
- O antologiji 'Bogorodica Ljeviška u pesmama' Radmile Knežević i Lele Marković, TV Most, emisije, Dnevnik TV Most 20.10.2021.
- „Pergament“, emisija 14, Dankos Plus televizija, 24. 01. 2022.

1. ↑  prof. dr Snežana Baščarević o svom liku i delu, književnosti, ljudskosti i ljubavi (на језику: српски), Приступљено 2022-01-27